# Eubazus sibiricus
Eubazus sibiricus är en stekelart som beskrevs av Sergey A. Belokobylskij 1998. Eubazus sibiricus ingår i släktet Eubazus och familjen bracksteklar. Inga underarter finns listade i Catalogue of Life.